# Sea Hunt
Sea Hunt est une adaptation en bande dessinée de la série télévisée du même nom (en version française Remous) pour le compte de Dell Comics, générant 13 numéros, 26 histoires et un peu moins de 320 planches.

## Contexte
En 1958, la télé-série Sea Hunt débute et durera 3 saisons et 155 épisodes de 30 minutes. C’est Lloyd Bridges, le père des acteurs Jeff et Beau, qui tient le rôle principal. La série se vend également à l’étranger, la France l’achète pour la diffuser en 1962 sous le titre Remous.
Le succès de la série amène évidemment l'éditeur spécialiste des adaptations Dell Comics à se pencher sur ce cas : achat des droits, adaptation, etc. Cela donne une série qui n’est pas sans charme et a eu la chance de travailler avec un personnel réduit. Eric Freiwald et Robert Schaefer pour ce qui est des scénarios ; Dan Spiegle, Alex Toth et Russ Manning aux dessins. Il est des choix plus malheureux !

## Publications
Comme presque toujours, Dell teste les personnages dans le comics Four Color avant, en cas de succès, de lancer la revue définitive.

### Four Color

#### #928 (août 1958)
?

#### #994 (mai 1959)
Scénario : ? Dessin : Dan Spiegle,,
3- Treasure Reef – 19 planches
4- Danger Dive – 13 planches

#### #1041 (octobre 1959)
Scénario : Eric Freiwald, et Robert Schaefer Dessin : Alex Toth
5- Valley of the Amazon – 18 planches
6- Test Dive – 14 planches

### Sea Hunt

#### #4 (janvier 1960)
Scénario : Eric Freiwald et Robert Schaefer Dessin : Russ Manning
7- Marked for Disaster – 16 planches
8- Shark Surf – 10 planches

#### #5 (avril 1960)
Scénario : Eric Freiwald et Robert Schaefer Dessin : Russ Manning
9- Underwater Eye – 16 planches
10- Emergency Train – 10 planches

#### #6 (juillet 1960)
Scénario : Eric Freiwald et Robert Schaefer Dessin : Russ Manning
11- Treasure of the Mayas – 16 planches
12- Underwater City – 10 planches

#### #7 (octobre 1960)
Scénario : ?  Dessin ?
13- Jackpot Dive – 20 planches
14- Sky Drop – 6 planches

#### #8 (janvier 1961)
Scénario : Eric Freiwald et Robert Schaefer Dessin : Russ Manning
15- Treasure from the Past – 14 planches
16- The Balboa Bandits – 12 planches

#### #9 (avril 1961)
Scénario : Eric Freiwald et Robert Schaefer Dessin : Russ Manning
17- Underwater Cover Up – 10 planches
18- Suspicious Waters – 9 planches

#### #10 (juillet 1961)
Scénario : Eric Freiwald et Robert Schaefer Dessin : Russ Manning
19- Pirate’s Holiday – 13 planches
20- Marked for Vengeance – 10 planches

#### #11 (octobre 1961)
Scénario : Eric Freiwald et Robert Schaefer Dessin : Russ Manning
21- Canyon Danger – 14 planches
22- Davey Jone’s Ledger – 9 planches

#### #12 (janvier 1962)
Scénario : Eric Freiwald et Robert Schaefer Dessin : Dan Spiegle
23- Escape by Night – 14 planches
24- The Silent Witness – 10 planches

#### #13 (avril 1962)
Scénario : Eric Freiwald et Robert Schaefer Dessin : Dan Spiegle
25- The Treachery of Lake Onanda – 11 planches
26- Subterranean Search – 15 planches